# 雪山掌突蟾
雪山掌突蟾（学名：Leptobrachella niveimontis），一种于中华人民共和国云南省永德县大雪山自然保护区发现的两栖动物，隶属于角蟾科掌突蟾属。

## 形态特征
雪山掌突蟾体型较小，雄蟾体长22.5～23.6毫米，雌蟾体长28.5～28.7毫米。身体背部呈红棕色，散布着小的红色疣粒；四肢背面具有黑色横纹；身体腹面为大理石花纹样式，其上有不规则的黑色斑纹；虹膜上半部分为橙红色，下半部分为银白色。

## 保护
本种于2023年被收录入《有重要生态、科学、社会价值的陆生野生动物名录》。